# Ковърдейл и Пейдж
Ковърдейл и Пейдж (на английски: Coverdale and Page) е музикално сътрудничество включващо вокалистът на „Уайтснейк“ и бивш член на „Дийп Пърпъл“ – Дейвид Ковърдейл и бившия член на „Лед Зепелин“ – Джими Пейдж. Проектът между двамата музиканти започва през 1991 г. по предложение на американския изпълнител Джон Калъндър, те подписват договор с музикалната компания „Гифън Рекърдс“ за Северна Америка.
Техният дебютен албум Coverdale/Page е издаден на 15 март 1993 г., той достига до №4 във Великобритания и №5 в САЩ „Билборд 200“. Пет от песните са издадени, като сингли: Pride and Joy, Shake My Tree, Take Me for a Little While, Take a Look at Yoursel и Over Now. Албумът е записан във Ванкувър, Маями, Невада и Лондон. Записите започват през есента на 1991 го. и приключват в началото на 1992 г. Продуценти са Джими Пейдж, Дейвид Ковърдейл и канадският музикален продуцент Майк Фрейзър.
Албумът е награден със златен сертификат от Асоциацията на звукозаписната индустрия в Америка за продажби възлизащи на повече 500 000 копия, по-късно придобива и платинен статус. Също така изданието получава официална награда от „Сони Мюзик“ в Япония за продажби по-големи от 150 000 бройки и награда от „И Ем Ай“ за продажби по-големи от 60 000 бройки във Великобритания.

## Членове
- Дейвид Ковърдейл – вокали, акустична китара
- Джими Пейдж – електрическа китара, бас китара, хармоника, задни вокали

### Допълнителни музиканти
- Дени Кармаси – барабани, перкусии
- Лестър Мендез – клавиши, перкусии
- Джордж Казес – бас китара
- Рики Филипс – бас китара
- Джон Харис – хармоника
- Томи Фъндебърг – задни вокали
- Джон Самбатаро – задни вокали
- Брет Тъгъл – клавиши, задни вокали
- Гай Прат – бас китара, задни вокали
- Марк Лъкхъртс – бас китара

## Дискография

### Албуми
- Coverdale/Page (1993) – ОК No. 4; САЩ No. 5 [6]

### Сингли
| Година | Сингъл                     | Класация | Позиция | Класация | Позиция |
| ------ | -------------------------- | -------- | ------- | -------- | ------- |
| 1993   | Pride and Joy              | САЩ      | 1       | ОК       | -       |
| 1993   | Shake My Tree              | САЩ      | 3       | ОК       | -       |
| 1993   | Take Me for a Little While | САЩ      | 15      | ОК       | 29      |
| 1993   | Over Now                   | САЩ      | 24      | ОК       | -       |
| 1993   | Take a Look at Yourself    | САЩ      | -       | ОК       | 43      |